# Braunschweigische Maschinenbauanstalt

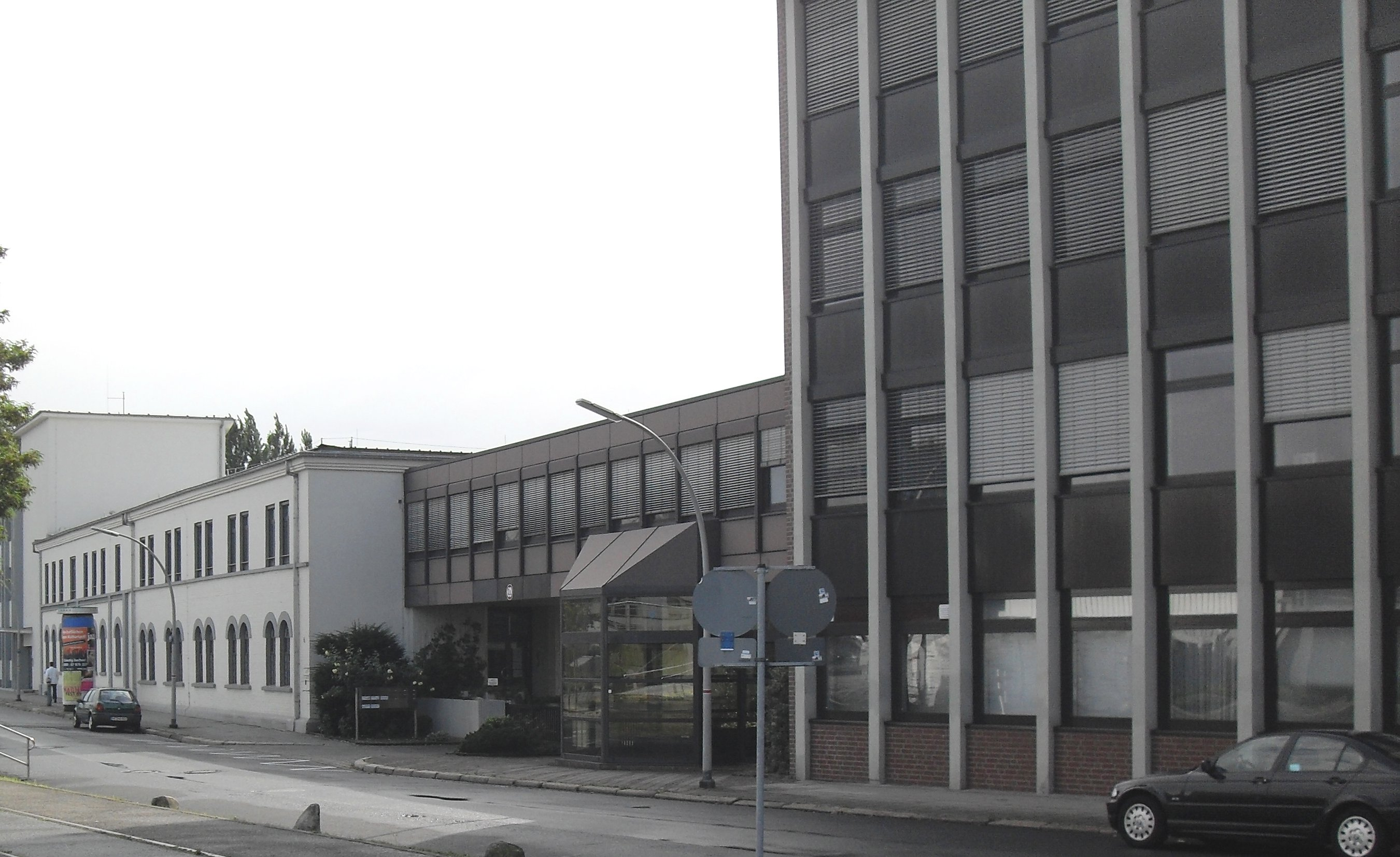
Der Haupteingang der BMA Am Alten Bahnhof in Braunschweig

Aktie über 1000 DM der Braunschweigischen Maschinenbauanstalt vom August 1961

Die BMA Braunschweigische Maschinenbauanstalt GmbH, mit Sitz in Braunschweig, ist ein international agierender Hersteller von Maschinen und Anlagen für die Zuckerindustrie. Mit Maschinen zur Zuckerfabrikation aus Zuckerrüben, Zuckerrohr und Rohzucker, die in mehr als 50 Prozent der Zuckerfabriken weltweit im Einsatz sind, nimmt das Unternehmen eine wichtige Position in der Branche ein. Gegründet im Jahr 1853 gilt BMA als das älteste produzierende Maschinenbauunternehmen in Norddeutschland.

## Geschichte

### Gründungsjahre und Fokus auf Zuckerindustrie
Am 12. April 1853 gründeten Friedrich Seele (Inhaber der Eisenhandlung Wullbrandt & Seele), Friedrich Lorenz Schöttler (ehemaliger Direktor der Gräflich Stollberg’schen Maschinenfabrik in Magdeburg), Wilhelm Hasenbalg (Eisenbahnbeamter) und Christian Pommer (Herzoglicher Hufschmied) in Braunschweig die Firma „F. Seele & Comp.“, aus der später BMA hervorging. Ursprünglich auf dem angekauften Grundstück „vor dem Wilhelmithore“ auf den Bau von Eisenbahnwagen fokussiert, wandte sich das Unternehmen ab 1863 dem Maschinenbau zu, insbesondere für die aufstrebende Rübenzuckerindustrie in der Region und im Herzogtum Braunschweig.
Die steigende Nachfrage nach Maschinen und Apparaten für die Zuckerproduktion eröffnete BMA in den 1860er Jahren erhebliche Wachstumsmöglichkeiten und trug gleichzeitig zur Entwicklung der deutschen Wirtschaft bei. Das Unternehmen etablierte sich schnell mit der Lieferung von schlüsselfertigen Industrieanlagen, unter anderem für die Zuckerfabrik Barum. Ein entscheidender Faktor für den Erfolg war die frühzeitige Spezialisierung auf das Diffusionsverfahren zur Saftgewinnung aus Zuckerrüben, das BMA einen technologischen Vorsprung verschaffte. Die praktische Erprobung dieses Verfahrens zeigte schnell signifikante Erfolge. Auf dem Gebiet des Diffusionsanlagenbaus übernahm man eine führende Rolle im Deutschen Reich. Mehr als ein Drittel aller deutschen Diffusionsanlagen zwischen 1864 und 1887 kam aus den Werkhallen, was die Grundlage für die spätere Expansion auf den internationalen Exportmärkten bildete.

### Wandel zur Aktiengesellschaft
Der Wandel zur Aktiengesellschaft im Jahr 1870 markierte einen Wendepunkt für BMA. Nach der Umfirmierung in „Braunschweigische Maschinenbauanstalt“ und mit einem Startkapital von 250.000 Talern konnte das Unternehmen nicht nur seine Produktivität steigern, sondern auch eine ausgeprägte Exportorientierung entwickeln. Diese strategische Neuausrichtung führte dazu, dass in den 1870er Jahren bis zu 85 Prozent des Gesamtumsatzes aus dem Exportgeschäft stammten, wodurch BMA zu einem global agierenden Maschinenbauunternehmen avancierte.
Frühe internationale Projekte beinhalteten die Lieferung einer Diffusionsfabrik nach Kalifornien im Jahr 1871 und den Aufbau von drei Rohrzuckerfabriken auf Formosa (heute Taiwan) zwischen 1907 und 1911. Darüber hinaus erweiterte BMA seine Präsenz mit Projekten in Harbin (China) und Südamerika. Diese Aufträge unterstreichen nicht nur die internationale Reichweite des Unternehmens, sondern auch seinen Beitrag zur Weiterentwicklung technologischer Verfahren in der Zuckerindustrie.

### Expansion und Diversifikation
Im späten 19. und frühen 20. Jahrhundert passte BMA das Produktangebot an sich verändernde Marktbedürfnisse an und erweiterte es entsprechend. 1889 markierte den Einstieg in die Herstellung von Anlagen für die Spiritusindustrie, ein Schritt, der ein neues Segment in der Produktpalette des Unternehmens begründete. Ein großer Erfolg war der Gewinn des ersten Preises für Brennereiapparate auf der Weltausstellung 1893 in Chicago, ein Ereignis, das die Exporte in Länder wie Schweden, Spanien, Russland und Amerika maßgeblich steigerte.
Die Diversifikationsstrategie von BMA fand ihre Fortsetzung im Jahr 1904 mit der Aufnahme der Produktion von Ausrüstungen für die Stärke- und Stärkezuckerindustrie, einschließlich Extraktions- und Entfettungsanlagen.

### Rezession und Zweiter Weltkrieg
Auch BMA, als größter Betrieb der braunschweigischen Maschinenbauindustrie, war von den wirtschaftlichen Turbulenzen Ende der 1920er Jahre betroffen. Die allgemeine Rezession und Inflation der Weimarer Republik zogen das Unternehmen in Mitleidenschaft. Trotz der schwierigen Umstände gelang es, die Produktion schrittweise wieder zu steigern.
Der Ausbruch des Zweiten Weltkriegs führte abermals zu gravierenden Veränderungen: Während anfänglich ein Teil der herkömmlichen Produktionslinien beibehalten werden konnte, sah sich BMA zunehmend gezwungen, auf Kriegsproduktion umzurüsten. Die strategische Lage der Produktionsstätten nahe dem Braunschweiger Bahnhof führte ab dem Frühjahr 1944 zu einer zunehmenden Bedrohung durch Luftangriffe. Kurz vor Kriegsende, am 3. März 1945, wurde das Werk durch einen massiven Bombenangriff fast vollständig zerstört.

### Neubeginn und Wachstum nach 1945
Der Wiederaufbau bei BMA begann unter der Leitung von Hans-Christoph Seebohm, dem späteren Bundesverkehrsminister. Trotz der Zerstörungen des Krieges gelang es dem Unternehmen, schon im Sommer 1945 mit 300 Mitarbeitern die Produktion wieder aufzunehmen. Anfangs konzentrierte man sich auf Reparaturaufträge, um die Zuckerindustrie wieder in Gang zu setzen, und trotz einiger anfänglicher Schwierigkeiten erholte sich das Exportgeschäft allmählich. Eine wichtige Rolle spielte dabei die enge Zusammenarbeit mit lokalen Zuckerfabriken, die die wirtschaftliche Stärkung von BMA unterstützte.
Bis zum hundertjährigen Jubiläum im Jahr 1953 hatte sich das Unternehmen deutlich erholt, mit etwa 1000 Mitarbeitern und einer Produktion, die sich im Vergleich zur Vorkriegszeit um das Fünffache erhöht hatte. In den 1960er Jahren erreichte BMA einen Beschäftigungshöhepunkt mit 300 Ingenieuren und 1500 Arbeitern, was das Wachstum des Unternehmens in der Nachkriegszeit unterstreicht.

### Erweiterung der Geschäftsfelder
In der Nachkriegszeit erweiterte BMA die Geschäftstätigkeiten durch die Erschließung neuer Produktionsbereiche. 1949 ermöglichte die Eingliederung des Dippe-Werks in Schladen den Einstieg in die Herstellung von Apparaten und Anlagen für die chemische Industrie. 1962 verstärkte die Übernahme der Balco-Filtertechnik GmbH das Portfolio im Bereich der Filtrationstechnik. Weitere wichtige Akquisitionen waren die Starcosa Maschinen- und Apparatebau GmbH im Jahr 1972 und die Trocknungs-Anlagen Gesellschaft mbH (TAG) im Jahr 1977.

### BMA heute
Als Anbieter von Maschinen und Anlagen für die Zuckerindustrie deckt BMA heute eine breite Palette von Kernprozessen ab, darunter die Extraktion, Verdampfung, Kristallisation und Trocknung. In seinem Technikum in Braunschweig widmet sich das Unternehmen der Forschung und Entwicklung von Kristallisationsverfahren für verschiedene Zuckerarten und Zuckerersatzstoffe. Außerdem werden thermische Trocknungsmethoden für Biomasse- und Lebensmittelprodukte sowie mechanische Trennprozesse erforscht, die in der Zuckerproduktion verwendet werden.
BMA hatte im Februar 2024 mehr als 600 Mitarbeiter in über 80 Ländern. Bis zu diesem Zeitpunkt hat es weltweit den Aufbau von über 400 Zuckerfabriken sowie zahlreiche Einzelkomponenten realisiert.
Im Jahr 2018 wurde BMA von der Salzgitter Maschinenbau AG übernommen. Seit dem Jahr 2022 gehört das Unternehmen zur Münchner Beteiligungsgesellschaft Auctus.
Im Jahr 2024 änderte das Unternehmen die Rechtsform von einer Aktiengesellschaft in eine GmbH.

## Erzeugnisse
Zu den Produkten gehören Extraktionsanlagen für Zuckerrüben, Diffuseure für Zuckerrohr, Zuckertrocknungs- und Kühlanlagen, Verdampfer, kontinuierliche und diskontinuierliche Kristallisation, kontinuierliche und diskontinuierliche Zentrifugen, Zuckertrocknungs- und -kühlanlagen sowie Pumpen.
Die Exportquote beträgt ca. 90 % und die Aktivitäten erstrecken sich auf mehr als 80 Länder.

## Tochtergesellschaften

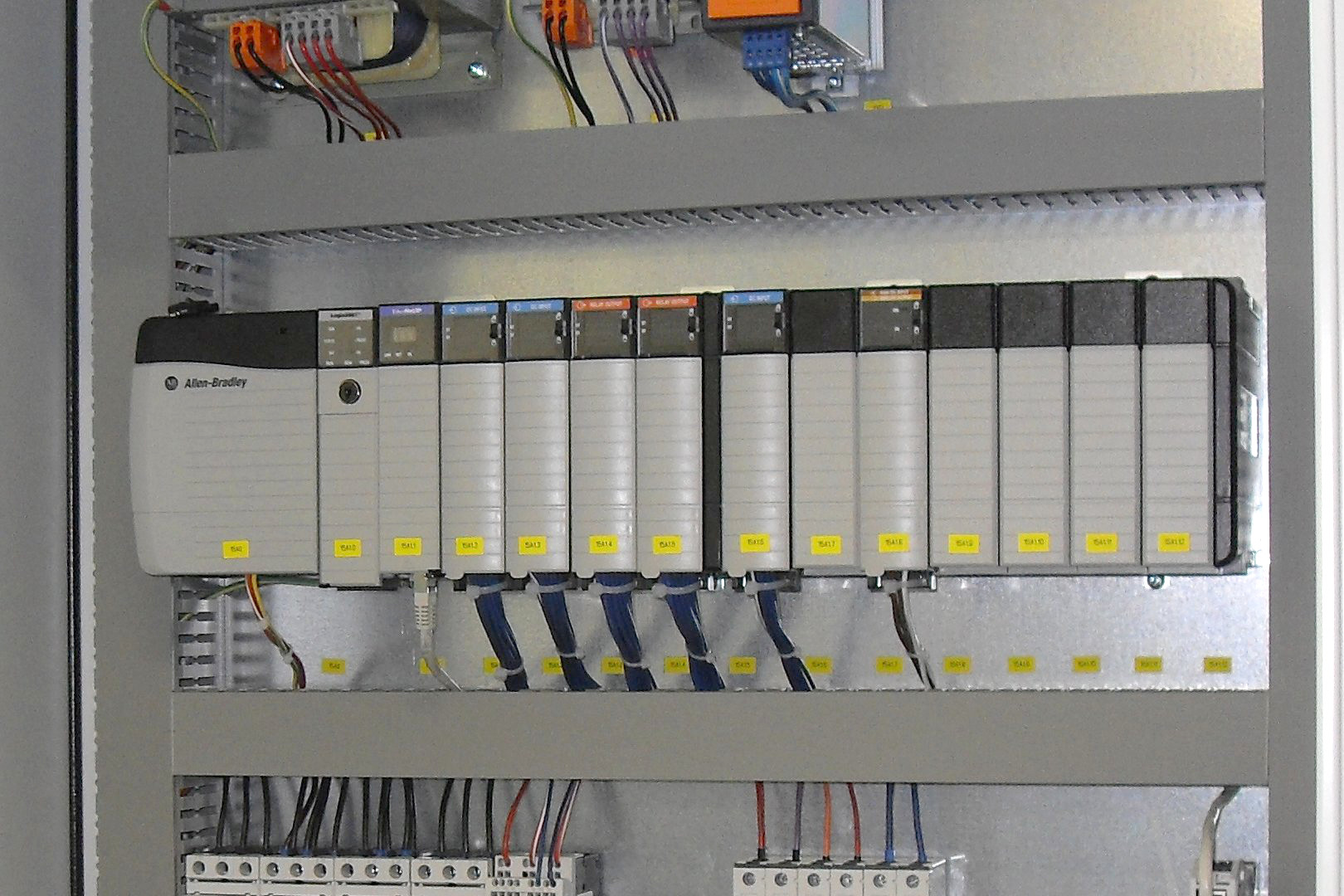
Schaltschrank von BMA Automation

### BMA Automation GmbH in Braunschweig
BMA Automation wurde 2004 in Braunschweig gegründet und fasst die elektrotechnischen Aktivitäten der BMA-Gruppe zusammen: MSR- und Antriebstechnik; Prozessleitsysteme; Hardware-Konstruktion; Software; Visualisierung; Schaltanlagenbau; Inbetriebnahme; Service und Wartung – lokal und weltweit für die BMA-Gruppe und für Drittkunden. Hauptkunden sind der Maschinenbau, die Zuckerindustrie und die Lebensmittelbranche.

### Weitere Tochtergesellschaften
- Brewer Steel Co. in Greeley, Colorado, war der Fertigungsstandort der BMA in den USA und lieferte darüber hinaus hoch qualifiziertem Stahl- und Behälterbau für verschiedene Industriezweige. Inzwischen geschlossen.
- BMA America Inc. in Charlotte, North Carolina, USA, befasst sich mit Ersatzteilversorgung und Serviceleistungen für Nord-, Mittel- und Südamerika und bietet für diese Region lokale Vertriebsunterstützung.
- BMA (Kunming) Trading Co. Ltd., Yunnan, China, mit einem Büro in Kunming unterstützt den Vertrieb, liefert Ersatzteile und Serviceleistungen und koordiniert die lokale Fertigung von Anlagenteilen der BMA-Gruppe für Projekte in China.
- BMA MENA Industries S.a.r.l. in Tunis, Tunesien, übernimmt Vertrieb, Engineering und Lieferung von Anlagen und Ersatzteilen, Serviceleistungen sowie Koordinierung der Fertigung von Anlagenteilen im Nahen Osten und Nordafrika.
- BMA Brasil Equipamentos Industriais Ltda., São Paulo, Brasilien, ist vom Standort São Paulo aus verantwortlich für Vertrieb und Service, Engineering und lokales Projektmanagement – vor allem in Brasilien.
- ООО BMA Russland in Woronesch, Russland, unterstützt für die BMA-Gruppe den Vertrieb, liefert Engineering, Ersatzteile und leistet Service, koordiniert die lokale Fertigung von Anlagenteilen für Russland und unterstützt die Kunden bei der Importabwicklung.
- Pro Ausbildung Schulung Service GmbH ist ein Dienstleistungsunternehmen, das sich in der Region Braunschweig / Salzgitter mit gewerblicher Aus- und Weiterbildung befasst. Weiterhin gehören Arbeitssicherheit, Brandschutz, Betrieb der Kantine „Alte Schmiede“, Facility Management und Lohnfertigung zum Angebot.